# 회위노르스크
회위노르스크(노르웨이어: Høgnorsk IPA: [ˈhø̂ːɡnɔʁsk, ˈhø̂ːɡnɔʂk]; 고지 노르웨이어라는 의미)는 란드스몰(Landsmål)이 만들어진 이후 도입된 대부분의 공식 개정을 거부하는 뉘노르스크에서 유래한 노르웨이어 변종을 일컫는 용어이다. 회위노르스크어는 일반적으로 초기 개정을 수용하는데, 특히 어원적으로 유래된 일부 무음 철자를 삭제하는 것을 포함하며, 란드스몰 문법의 대부분은 그대로 유지한다.

## 같이 보기
- 노르웨이어

- 보크몰
- 뉘노르스크
- 릭스몰

- 코노트 아일랜드어
- 듀오링고